# Бутан на Летњим олимпијским играма 1996.
Бутану је ово било четврто учешће на Летњим олимпијским играма. На Олимпијским играма 1996. у Атланти представљало га је двоје спортиста (један мушкарац и једна жена) који су се такмичили у стреличарству. 
Спортисти Бутана на овим играма нису освојили ниједну медаљу, па је Бутан остао у групи земаља које нису освајале олимпијске медаље на свим олимпијским играма на којима су учествовали до сада.
Националну заставу на свечаном отварању Игара поново је носио стреличар Џубзанг Џубзанг. 

## Резултати

#### Мушкарци
| Стреличар       | Дисциплина  | Пласман  | Пласман | Коло 64 так.                             | Коло 32 так.       | Коло 16 так        | Четвртфинале       | Полуфинале         | Финале             | Финале  |
| Стреличар       | Дисциплина  | Резултат | Пласман | Противник Резултат                       | Противник Резултат | Противник Резултат | Противник Резултат | Противник Резултат | Противник Резултат | Место   |
| --------------- | ----------- | -------- | ------- | ---------------------------------------- | ------------------ | ------------------ | ------------------ | ------------------ | ------------------ | ------- |
| Џубзанг Џубзанг | Појединачно | 596      | 56      | Забродски · Украјина · Пор 156-156 (8-9) | Није се пласирао   | Није се пласирао   | Није се пласирао   | Није се пласирао   | Није се пласирао   | 48 / 64 |

#### Жене
| Стреличарка | Дисциплина  | Пласман  | Пласман | Коло 64 так.                       | Коло 32 так.       | Коло 16 так        | Четвртфинале       | Полуфинале         | Финале             | Финале  |
| Стреличарка | Дисциплина  | Резултат | Пласман | Противник Резултат                 | Противник Резултат | Противник Резултат | Противник Резултат | Противник Резултат | Противник Резултат | Место   |
| ----------- | ----------- | -------- | ------- | ---------------------------------- | ------------------ | ------------------ | ------------------ | ------------------ | ------------------ | ------- |
| Угјен Угјен | Појединачно | 580      | 60      | Садовнича · Украјина · Пор 123-156 | Није се пласирала  | Није се пласирала  | Није се пласирала  | Није се пласирала  | Није се пласирала  | 63 / 64 |